# 146.
◄ | 1. stoljeće | 2. stoljeće | 3. stoljeće | ►
◄ | 110-ih | 120-ih | 130-ih | 140-ih | 150-ih | 160-ih | 170-ih | ►
◄◄ | ◄ | 143. | 144. | 145. | 146. | 147. | 148. | 149. | ► | ►►
Astronomija • Književnost • Kršćanstvo

## Smrti
- 11. travnja – Septimije Sever, rimski car († 211.)

## Vanjske poveznice
|  | Zajednički poslužitelj ima još gradiva o temi 146. |